# Tagbilaran
Tagbilaran es una ciudad y la cabecera de la provincia de Bohol en Filipinas.

## Historia
Hacia mediados del siglo XIX, el lugar, por entonces perteneciente a la provincia de Cebú, tenía contabilizada una población de 6821 habitantes. Aparece descrito en el segundo volumen del Diccionario geográfico, estadístico, histórico de las Islas Filipinas (1851) de Manuel Buzeta Núñez y Felipe Bravo con las siguientes palabras:

TAGBILARAN: pueblo con cura y gobernadorcillo en la isla de Bohol, adscrita á la prov. y dióc. de Cebú, situado á la banda del S. O. de la isla, en terr. desigual y montuoso: formando con la isla de Davis, que tiene al frente, un canal cuya conclusion á la parte del S. queda seco en bajas mareas. Las casas, en general, son de sencilla construccion, distinguiéndose como mas notables la parroquial y la de comunidad: hay escuela de primeras letras é iglesia parroquial servida por un cura regular. Este pueblo es muy escaso de aguas potables: confina por el S. á una leg. de distancia, con su colateral Baclayon, y dos por el N. con Paminguitan. Prod.: los naturales de este pueblo se dedican poco al cultivo de sus tierras, y sí al comercio con los pueblos é islas inmediatas y al tejido de ropas de algodon, sayas, manteles y servilletas, que son de mucha duracion: las mestizas hacen rico pan, bizcochos y rosquetes de un gusto muy agradable. Pobl.: almas 6,821; trib. 1,333 ¼.
(Buzeta y Bravo, 1851, p. 439)

En 2020, tenía censados 104 976 habitantes.

## Barangayes
Tagbilaran se divide administrativamente en 15 barangayes (con población del 2007).
| - Bool - 4,929 - Booy - 7,896 - Cabawan - 1,150 - Cogón - 17,266 - Dao - 6,772 - Dampas - 7,210 - Manga - 6,081 - Mansasa - 5,396 | - Población 1 (1.º Distrito) - 3,323 - Población 2 (2.º Distrito) - 5,856 - Población 3 (3.º Distrito) - 6,511 - San Isidro - 4,500 - Taloto - 6,176 - Tiptip - 3,956 - Ubujan - 4,875 |